# В круге первом (фильм, 1973)
«В круге первом» — датско-шведский фильм режиссёра Александра Форда. Экранизация романа А. Солженицына «В круге первом».

## Сюжет
- Экранизация романа Александра Солженицына «В круге первом».

## В ролях
- Гюнтер Мальцахер — Глеб Нержин
- Эльжбета Чижевская — Симочка
- Петер Стеен — Володин
- Вера Чехова — Клара
- Оле Эрнст — Доронин
- Ингольф Давид — Рубин
- и другие

## О фильме
Первая экранизация романа Солженицына, фильм был снят ещё до того, как Солженицына выслали из СССР в 1974 году.
Фильм снят бывшим известным в Польской Народной Республике режиссёром Александром Фордом (настоящее имя — Моше Лифшиц), эмигрировавшим в 1968 году в Израиль. Был коммерческим проектом, снимался на английском языке для американского рынка, съёмки велись кинокомпаниями Дании и Швеции, но финансировался как будущим дистрибьютором Paramount Pictures. Однако конфликт между Фордом и кинокомпанией привел к тому, что дистрибьютор сократил бюджет фильма, лишил режиссёра права на монтаж, и в конце концов прокат фильма был ограничен США.

## Критика
Фильм — и в коммерческом плане, и по отзывам критиков — был провальным: это признавали все. Фильм получил очень плохие отзывы в США. Так, влиятельный кинокритик Винсент Кэнби писал:

Пытаясь втиснуть так много из 580-страничного романа в фильм обычной длины, мистер Форд практически ничего не добился. Там много событий и персонажей, но огромный диапазон переживаний и эмоций исчез. ... Неуклюжие актеры стоят в костюмах, в которых они не кажутся слишком непринужденными, фотографируясь в грубых, ярких красных, зеленых и синих тонах, которые я ассоциирую с мягкими порнофильмами Дании, играя, по сути, хороших парней и плохих парней с часто смехотворной торжественностью.
Оригинальный текст (англ.)By trying to cram so much of the 580-page novel into a film of conventional length, Mr. Ford has gotten hold of practically nothing. A lot of events and characters are there, but the tremendous range of experience and emotion is gone. ... Instead, awkward actors stand about in costumes in which they don’t seem overly at ease, being photographed in the blunt, bright reds and greens and blues that I associate with Denmark’s soft-core porn features, playing, essentially, good guys and bad guys with an often ludicrous solemnity.
— Vincent Canby — Screen: 'The First Circle':Solzhenitzyn Novel on Prison Adapted The Cast // The New York Times, 1973
Эмигрировавший из СССР в Израиль за год до съёмок фильма актёр Юлиан Панич, работавший на «Радио Свобода», писал, что финансово участвовал в создании фильма и потерял деньги:

Я вложил все личные средства в дорогой по актерам и экспедициям фильм «В круге первом» по Солженицыну. Но продюсеры не смогли правильно его «раскрутить» и продать. Да и с автором получилась неурядица.
Самому автору романа А. Солженицыну, высланному из СССР в 1974 году, фильм не понравился.
В странах Восточного блока фильм, по понятным причинам, не демонстрировался, но о нём знали в СССР:

Вышел в свет фильм по роману А. Солженицына «В круге первом», поставленный эмигрантом Фордом из Польши. Используя только самые темные и мрачные краски, с непомерной злобой изобразили они нашу Родину, продемонстрировав яркий пример политического ренегатства.— Оружие обреченных: Систем. анализ идеол. диверсии / И. И. Артамонов. — Минск: Вышейшая школа, 1981. — 365 с. — стр. 232